# Christoph Stiegemann

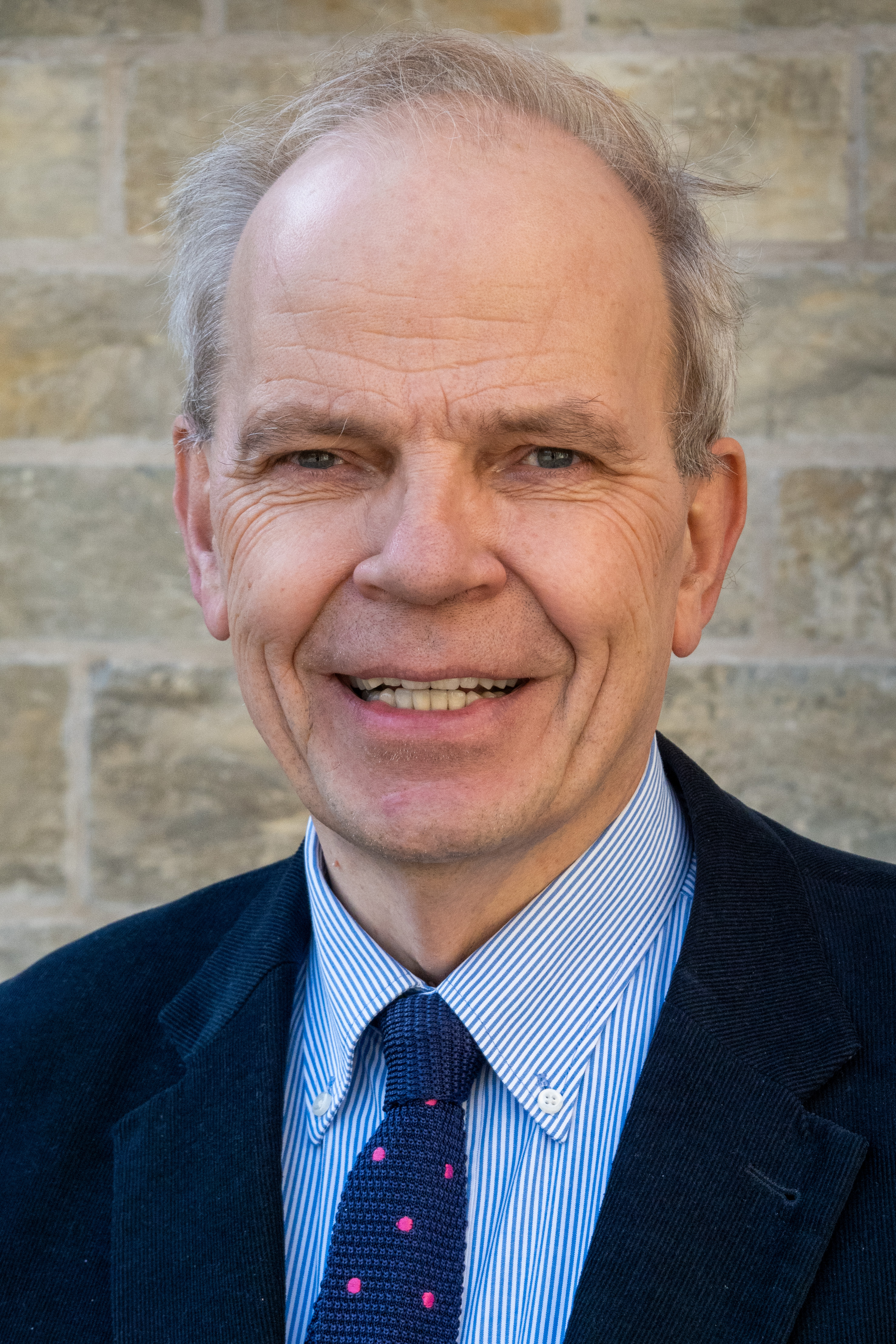
Christoph Stiegemann, 2019

Christoph Bernhard Stiegemann (* 12. Oktober 1954 in Paderborn) ist ein deutscher Kunsthistoriker, Ausstellungsmacher und von 1990 bis 2020 Direktor des Erzbischöflichen Diözesanmuseums Paderborn.

## Leben und Wirken
Christoph Stiegemann studierte Kunst an der Kunstakademie Düsseldorf, Abteilung Münster, sowie Kunstwissenschaft und Pädagogik an der Westfälischen Wilhelms-Universität Münster. Das Erste Staatsexamen legte er 1979 ab. Nach Abschluss des Studiums der Kunstgeschichte, Philosophie und Pädagogik in Münster wurde er 1989 mit seiner Arbeit über „Heinrich Gröninger (um 1578–1631). Ein Beitrag zur Skulptur im Fürstbistum Paderborn zwischen Spätgotik und Barock“ promoviert.
Stiegemann wurde Wissenschaftlicher Mitarbeiter und ist seit 1990 Direktor des Erzbischöflichen Diözesanmuseums Paderborn. 1994 übernahm er zusätzlich die Leitung der Fachstelle Kunst im Erzbischöflichen Generalvikariat Paderborn sowie den Vorsitz der Kunstkommission. 1998 wurde er zum Kustos des Paderborner Domes ernannt. Seit 2001 hat er eine Honorarprofessur für Geschichte der christlichen Kunst am Erzbischöflichen Priesterseminar in Paderborn inne.
Im Zuge der umfassenden Sanierung des Diözesanmuseums Paderborn entstand unter seiner Leitung in den Jahren 1991 bis 1993 die neue Konzeption und Gestaltung der auch räumlich erweiterten Schausammlung nebst Ausbau und Einrichtung eines neuen Depots. Unter Stiegemanns Leitung fand von 1988 bis 2019 die Maßnahme zur Inventarisation des beweglichen Kunstgutes im Erzbistum Paderborn statt mit der Erstellung einer Datenbank. Seit 2016 leitet er das Projekt „Konservierung und didaktische Erschließung des Welterbes Westwerk Corvey“.
Stiegemann realisierte bedeutende kunst- und kulturgeschichtliche Ausstellungen, die überregionale Beachtung fanden. Mit der Ausstellung „Peter Paul Rubens und der Barock im Norden“ endete 2020 seine Amtszeit als Museumsleiter.
Stiegemann ist Mitglied in verschiedenen Beiräten und Kommissionen. Er leitet die Kommission für kirchliche Kunst im Erzbistum Paderborn, ist unter anderem Vorstandsmitglied des Vereins für Christliche Kunst in der Kirchenprovinz Paderborn e. V. und Mitglied im Beirat der Görres-Gesellschaft.
2015 wurde er für sein jahrzehntelanges Engagement im kulturellen Bereich mit dem Bundesverdienstkreuz am Bande ausgezeichnet.
Am 1. September 2020 zeichnete Papst Franziskus Christoph Stiegemann für die Förderung christlicher Kunst sowie sein Engagement für Bildung und Glaubensvermittlung mit dem Päpstlichen Silvesterorden aus.
Stiegemann ist verheiratet, hat drei Kinder und lebt in Paderborn.

## Kuratierte Ausstellungen (Auswahl)
- 1999: 799 Karl der Große und Papst Leo III. in Paderborn – Kunst und Kultur der Karolingerzeit, Ausstellung an drei Museumsstandorten rund um den Paderborner Dom  (gemeinsam mit Matthias Wemhoff und anderen)
- 2001/02: Byzanz. Das Licht aus dem Osten, Ausstellung im Diözesanmuseum Paderborn
- 2004: Wunderwerk. Göttliche Ordnung und vermessene Welt, monographisch angelegte Werkschau, gewidmet dem Silberschmied und Kupferstecher Antonius Eisenhoit und der Hofkunst um 1600
- 2006: Canossa 1077 – Erschütterung der Welt. Geschichte, Kunst und Kultur am Aufgang der Romanik, (gemeinsam mit Matthias Wemhoff, Christiane Ruhmann und anderen)
- 2009/10: Für Königtum und Himmelreich. 1000 Jahre Bischof Meinwerk von Paderborn, Ausstellungen im Diözesanmuseum und Museum in der Kaiserpfalz (gemeinsam mit Martin Kroker)
- 2011/12: Franziskus – Licht aus Assisi, Diözesanmuseum Paderborn
- 2013: Credo – Christianisierung Europas im Mittelalter, Ausstellung an drei Standorten (in Zusammenarbeit mit Martin Kroker, Christiane Ruhmann und anderen)
- 2015: Caritas – Nächstenliebe von den frühen Christen bis zur Gegenwart
- 2017: Wunder Roms – im Blick des Nordens. Von der Antike bis zur Gegenwart
- 2018: Gotik – Der Paderborner Dom und die Baukultur des 13. Jahrhunderts in Europa, Ausstellung zum 950-jährigen Weihejubiläums des Paderborner Doms[10]
- 2020: Peter Paul Rubens und der Barock im Norden, Ausstellungen im Diözesanmuseum Paderborn

## Ehrungen
- 2015: Verdienstkreuz am Bande[1]

## Veröffentlichungen (Auswahl)

### Schriften
- Heinrich Gröninger um 1578-1631: Ein Beitrag zur Skulptur und Barock im Fürstbistum Paderborn. Bonifatius, Paderborn 1989, ISBN 3-87088-589-0.
- Erzbischöfliches Diözesanmuseum und Domschatzkammer Paderborn. Geschichte – Architektur – Sammlung. Diözesanmuseum, Paderborn 2003, ISBN 3-931664-15-5.
- Lichtblicke. Form und Dekor romanischer Altarleuchter an Beispielen des 10. bis 13. Jahrhunderts. In: Das Münster: Zeitschrift für christliche Kunst und Kunstwissenschaft . Heft 2/2008, ISSN 0027-299X.
- mit Ansgar Hoffmann: Paderborn: Die Kapellen am Dom. Schnell & Steiner, Paderborn 2009, ISBN 3-87088-589-0.
- Die Ausstattung des Paderborner Domes im Wandel vom Frühmittelalter bis heute In: Metropolitankapitel Paderborn (Hrsg.): Der Paderborner Dom. Geschichte – Architektur – Ausstattung. Petersberg 2018, S. 281–441, ISBN 978-3-7319-0614-8.

### Als Herausgeber
- mit Matthias Wemhoff: 799 – Kunst und Kultur der Karolingerzeit. Karl der Große und Papst Leo III. in Paderborn, Diözesanmuseum/Museum in der Kaiserpfalz Paderborn, Ausstellungskatalog, Mainz 1999, ISBN 3-8053-2456-1
- Christoph Stiegemann (Hrsg.): Farb-Räume. Malerische Konzeptionen für den Kirchenraum im 21. Jahrhundert. Diözesanmuseum Paderborn, Paderborn 2000, ISBN 3-931664-10-4.
- Wunderwerk – Göttliche Ordnung und vermessene Welt. Der Goldschmied und Kupferstecher Antonius Eisenhoit und die Hofkunst um 1600, Katalog der Ausstellung im Diözesanmuseum Paderborn, Mainz 2002, ISBN 3-8053-3260-2
- mit Matthias Wemhoff (Hrsg.): Canossa 1077 – Erschütterung der Welt. Geschichte, Kunst und Kultur am Aufgang der Romanik, Museum in der Kaiserpfalz/Diözesanmuseum Paderborn, München, 2006, ISBN 3-7774-2865-5
- mit Hiltrud Westermann-Angerhausen: Schatzkunst am Aufgang der Romanik. Der Paderborner Dom-Tragaltar und sein Umkreis, München 2006, ISBN 3-7774-2905-8
- mit Martin Kroker: Für Königtum und Himmelreich. 1000 Jahre Bischof Meinwerk von Paderborn, Museum in der Kaiserpfalz/Diözesanmuseum Paderborn, Regensburg 2009, ISBN 978-3-7954-2152-6
- mit Bernd Schmies, Heinz-Dieter Heimann: Franziskus – Licht aus Assisi, Katalog zur Ausstellung im Erzbischöflichen Diözesanmuseum Paderborn, München 2012, ISBN 978-3-7774-4081-1
- mit Martin Kroker u. a.: Credo – Christianisierung Europas im Mittelalter, Katalog zur Ausstellung, 2 Bde., Petersberg 2013, ISBN 978-3-86568-827-9
- mit Christiane Ruhmann, Credo. Christianisierung Europas im Mittelalter, Band III: Beiträge zur Ausstellung, Erzbischöfliches Diözesanmuseum Paderborn, Paderborn 2017, ISBN 978-3-7319-0043-6
- Caritas – Christliche Nächstenliebe von den frühen Christen bis zur Gegenwart, Katalog zur Ausstellung im Erzbischöflichen Diözesanmuseum Paderborn, Petersberg 2015, ISBN 978-3-7319-0142-6
- Wunder Roms im Blick des Nordens. Von der Antike bis zur Gegenwart, Katalog zur Ausstellung im Erzbischöflichen Diözesanmuseum Paderborn, Petersberg 2017, ISBN 978-3-7319-0441-0
- Gotik – Der Paderborner Dom und die Baukultur des 13. Jahrhunderts in Europa, Katalog zur Ausstellung im Erzbischöflichen Diözesanmuseum Paderborn, Petersberg 2018, ISBN 978-3-7319-0734-3
- Peter Paul Rubens und der Barock im Norden, Katalog zur Ausstellung im Erzbischöflichen Diözesanmuseum Paderborn, Petersberg 2020, ISBN  978-3-7319-0956-9